# Ida Baccini
Ida Baccini (conocida como Manfredo o Marinella del Rosso, Florencia 16 de mayo de 1850 –ibídem, 28 de febrero de 1911) fue una pedagoga, escritora y periodista italiana.

## Biografía
Era hija de Leopoldo Baccini (empleado en dos editoriales) y Ester Rinaldi, hija de un rico colono de Prato (Florencia). En 1857 la familia se trasladó a Génova, donde el padre había encontrado un entorno favorable para sus actividades editoriales. En 1860 volvieron a la Toscana, primero a Livorno hasta 1865, cuando el negocio del padre quebró, y fueron de nuevo en Florencia, para vivir en casa de la hija mayor, Egle. En octubre de 1868 Ida Baccini se casó con Vincenzo Cerri, un escultor de Livorno de quien se separó tres años después por incompatibilidad de caracteres. Volvió a vivir con su familia y obtuvo la separación en 1875.
Entre 1872 y 1877 enseñó en una escuela primaria del Ayuntamiento de Florencia, de la que ella misma se despidió por el ambiente poco favorable a la innovación pedagógica y desde entonces se dedicó exclusivamente a escribir libros infantiles y artículos de prensa. Colaboró con diversas publicaciones periódicas como La Nazione, La gazzetta de Italia y la Gazzetta europea, en estas dos últimas firmando con el nombre de su hijo, Manfredo. Conoció Matilde Serao, Carlo Collodi, De Gubernatis, Antonio Fogazzaro, Edmondo De Amicis y otros intelectuales italianos de la época.
En 1884 comenzó a dirigir Cordelia, un semanario para chicas fundado en 1881 y del que fue directora hasta su muerte.
En 1904 se casó con Tito Mariottini. Ida Baccini murió en Florencia el 28 de febrero de 1911 a causa de un enfisema pulmonar.

## Libros infantiles juveniles
- Avventure di un pulcino, póstumo, 2011
- Come andò a finire il pulcino, póstumo, 1939
- Le Future Mogli, 1912
- I Piccoli viaggiatori: viaggio nella China, 1907
- I tre scudieri di Orlando, 1904
- La società misteriosa, 1903
- Una famiglia di gatti: romanzo per fanciulli, 1903
- Il romanzo d'una maestra,  1901
- Una famiglia di saltimbanchi, 1901
- Il diamante di Paolino , 1901
- Il libro delle novelle, 1900
- Il sogno di Giulietta: fantasia dantesca, 1887
- Treves, 1896
- Oh! I miei tempi!, 1894
- Il novelliere delle signorine, 1892
- Storia di una donna narrata alle giovinette, 1889
- Libro moderno ossia nuove letture per la gioventù, 1887
- Racconti (Perfida Mignon!, Il povero Cecco, Quel che avvenne al signor Gaetano la notte di Natale), 1886
- La fanciulla massaia, 1885.
- Nuovi racconti, 1884
- Lezioni e racconti per i bambini, 1882
- Memorie di un pulcino, 1875